# Ирски фудбал
Ирски  или гелски фудбал (енгл. Gaelic football; ир. Peil, Peil Ghaelach или Caid) је облик фудбала који се игра највише у Ирској. То је, заједно са харлингом, по броју гледалаца један од два најпопуларнија спорта у Републици Ирској.
Ирски фудбал се игра између два тима од по 15 играча на правоугаоном травнатом терену са головима у облику слова Н на два краја. Главни циљ је да се постигне погодак тако што се лопта шутне или руком удари кроз гол. Тим са већим бројем погодака на крају утакмице је победио. Играчи преносе лопту по терену комбинацијом ношења, тапкања (играч испусти лопту коју у паду стопалом шутне назад у руке), шутирања и додавања руком својим саиграчима.
Статистике показују да овај спорт у задње време привлачи значајно више гледалаца него било који други спорт у Републици Ирској; Подаци Института за економска и социјална истраживања из 2005. показују да ирски фудбал привлачи 34% укупних посетилаца на спортским догађајима у Ирској, док следећи најпопуларнији спорт, харлинг, привлачи 23%.
Ирски фудбал је једна од четири ирске игре којима управља Ирски атлетски савез, највећа спортска организација у Ирској са више од 800.000 чланова. Има строга правила о аматерском спорту а врхунац такмичења је међу-окружно све-ирско фудбалско финале. Верује се да овај спорт потиче од старог ирског фудбала по имену каид, који потиче из Средњег века, мада су модерна правила донета 1886. године.
Ирски фудбал се игра и у земљама изван Ирске. Међународна популарност овог спорта расте. Тимови из Лондона и Њујорка се такмиче у Све-ирском сениорском фудбалском првенству, највишем рангу такмичења.

## Игралиште и правила
Игралиште за овај фудбал је правоугаоник од 146,30 м х 91,44 м односно 160 х 100 јарди. Игралиште је подељено на две половине, а свака од њих са три хоризонталне линије на 12,80, 19,20 и 45,72 метра од попречних линије игралишта на којима се налазе голови. Гол је састављен од две стативе високе 4,88 м и пречке дуге 6,40 м на висини од 2,44 метра. Иза доњег дела гола налази се мрежа дубока 3,66 m. Лопта је округла, обима 68,58—73,66 cm., а тежине од 368,55—425 грама. Играчи смеју хватати лопту, пребацивати је из руке у руку, ударати је песницом или је шутирати ногом. сврха игре је постићи што више поена. Ако лопта прође кроз гол испод пречке сваки такав погодак доноси три поена, а ако прође изнад пречке погодак вреди један поен. Три пребачаја изнад пречке вреде један гол односно три поена. У простору пред голом лопта се сме играти само ногом.
Игра траје 60 минута, а одмор у полувремену 10 минута. После одмора мењају се стране игралишта. Игра почиње избацивањем лопте из голмановог простора, а противнички играчи морају бити удаљени иза линије на 19,20 m од гола (21 јард). После постигнутог поготка лопта се избацује у игру са линије 19,20 м. За сваки прекршај досуђује се слободан ударац, а судија одређује место извођења. Казнени ударац се досуђује за прекршај у голманском простору, а изводи се са линије 12,80 м од гола (14 јарди).
Прва јавна утакмица у овом фудбалу одиграна је 1527. године у Даблину, а прва правила се написана тек 1884. кад је основан Gaeletic Athletic Association. Од 1931. одржавају се првенства Ирске (All-Ireland championships), чији се победник сваке године такмичи са победничком екипом из САД. Игра је пренесена у Јужноафричку Републику и Аустралију.